# Joaquín Garrigues Walker
Joaquín Garrigues Walker (Madrid, Espanya 1933 - íd. 1980) fou un advocat i polític espanyol que fou diverses vegades ministre sota la presidència d'Adolfo Suárez.
Va néixer el 4 de març de 1933 a la ciutat de Madrid, fill d'Antonio Garrigues Díaz-Cañabate i germà d'Antonio Garrigues Walker. Va estudiar dret a la Universitat de Madrid, exercint posteriorment d'advocat. Morí el 28 de juliol de 1980 a la ciutat de Madrid a conseqüència d'una leucèmia.
Fundador del Partit Demòcrata Espanyol, va presidir la Federació de Partits Demòcrates i Liberals (FPDL) fins a la seva dissolució, moment en el qual passà a integrar-se a la Unió de Centre Democràtic (UCD). En les eleccions generals de 1977 fou escollit diputat al Congrés per la província de Madrid, escó que repetí en les eleccions generals de 1979 per la província de Múrcia. El juliol de 1977 fou nomenat Ministre d'Obres Públiques i Urbanisme, càrrec que abandonà en acabar-se la legislatura. Després de les eleccions de 1979 fou nomenat ministre adjunt al President, càrrec que ocupà fins al gener de 1980. El juny d'aquell any abandonà el seu escó al Congrés a conseqüència de la seva malaltia.